# Кричмар Вадим Вікторович
Вадим Вікторович Кричмар (рум. Vadim Crîcimari; нар. 22 серпня 1988, Тирасполь, Молдавська РСР) — молдовський футболіст, нападник «Сперанци» (Ніспорени).

## Життєпис
У листопаді 2013 року викликаний до національної збірної Молдови на товариський матч зі збірною Литви. Залишив табір збірної, пославшись на травму, але за три дні після цього взяв участь у контрольному матчі у складі «Зімбру». Згодом зізнався, що він мав ще й іншу причину. Так як Кричмар має подвійне громадянство, Молдови й Росії, він мріє грати в Росії, і якби він зіграв за збірну Молдови, то в чемпіонаті Росії вважався б легіонером, що могло б перешкоджати його футбольній кар'єрі в Росії. Через це Комітет із проведення змагань Федерації футболу Молдови відсторонив його на п'ять матчів чемпіонату країни, а також оштрафував на 50 тисяч леїв.
У лютому 2014 підписав контракт на 2,5 року з російським клубом «Тосно». У квітні 2014 року відданий в оренду до кінця сезону до клубу «Сперанца». 2 липня 2014 року відданий у річну оренду у «СКА-Енергію». 25 лютого 2016 року підписав контракт з кишинівською «Академією».
Наприкінці липня 2021 року підписав контракт з «Оцелулом».

## Досягнення
«Рапід» (Гідігіч)
- Кубок Молдови
  -  Фіналіст (1): 2011/12

«Оцелул»
- Ліга III
  -  Чемпіон (1): 2021/22